# Nukulau
Nukulau je malý ostrůvek patřící k Fidži. Leží asi 15 kilometrů východně od fidžijského hlavního města Suva, se kterým je spojen leteckými a lodními linkami. Ostrov sehrál významnou roli v demografickém a politickém vývoji Fidži během posledních 160 let.

## Historie
Ostrov Nukulau sehrál významnou roli při postoupení Fidži britské koruně roku 1874. V roce 1846 John Brown Williams, konzul Spojených států amerických, koupil ostrov za pouhých 30 USD. Postavil si dvoupatrový dřevěný dům a usadil se zde roku 1849. 4. července tohoto roku, během oslav amerického Dne nezávislosti shořel Williamsovi obchod ohněm zapáleným výstřelem z kanónu. Věci, které se mu při požáru podařilo zachránit, byly následně rozchváceny domorodci. Druhý požár v roce 1855 zničil Williamsův dům. Williams označil Seru Epenisa Cakobau, „Vunivalu“ (hlavní náčelník) ostrova Bau, který se prohlásil za „Tui Viti“ (fidžijský král), odpovědného za vyplenění jeho majetku a podporován námořními silami Spojených států požadoval odškodné 43.531 USD jako kompenzaci na pokrytí jeho ztráty vyčíslené na 5.000 USD. Cakobau, neschopný splatit dluh, vedl sérii jednání se Spojeným královstvím a po neúspěšném pokusu ustanovit stabilní konstituční monarchii pod opatrovnictvím australské polynéské společnosti, dospěl roku 1874 k rozhodnutí postoupit ostrovy Spojenému království, čímž je na téměř století uvrhl pod nadvládu britského impéria.
Historici dnes soudí, že dluh byl přemrštěný a z většiny vymyšlený.
Pohnutá historie Nukulau příchodem britského impéria neskončila. Od roku 1879 až do roku 1916 ostrov sloužil jako karanténa pro tisíce indofidžijců sezónně pracujících pro britskou koloniální vládu. Po zdravotní prohlídce byli následně odesíláni na fidžijské třtinové plantáže, nebo do Indie.

## Zajímavosti
Dnes je Nukulau známé díky fidžijskému vězení, kde je na doživotí vězněn za velezradu George Speight, strůjce povstání v roce 2000, které sesadilo vládu premiéra Mahendra Chaudhry.